# Sarah Sauvey
Sarah Ann Sauvey (* 10. November 1983 in Melbourne) ist eine ehemalige britisch-australische Freestyle-Skierin. Sie startete in der Disziplin Skicross.

## Werdegang
Sauvey nahm von 1998 bis 2007 als Alpine Skirennläuferin vorwiegend an FIS-Rennen sowie am Australian New Zealand Cup teil. Dabei wurde sie im Jahr 2002 jeweils im Slalom australische Juniorenmeisterin sowie Meisterin. Bei der Winter-Universiade 2005 in Seefeld in Tirol startete sie erstmals im Skicross und errang dabei den 14. Platz. Ihr Debüt im Freestyle-Skiing-Weltcup hatte sie in der Saison 2005/06 in Les Contamines, wobei sie auf den 18. Platz kam. Zum Saisonende erreichte sie mit dem 21. Platz im Skicross-Weltcup ihr bestes Gesamtergebnis. In der Saison 2006/07 belegte sie bei der Winter-Universiade 2007 in Bardonecchia den 50. Platz im Riesenslalom sowie den 44. Rang im Slalom und bei den Weltmeisterschaften 2007 in Madonna di Campiglio den 12. Platz im Skicross. Ab der Saison 2007/08 startete sie für den britischen Skiverband und erreichte im März 2008 in Chiesa in Valmalenco mit dem 13. Platz ihre beste Platzierung im Weltcup. Bei ihrer einzigen Teilnahme an Olympischen Winterspielen fuhr sie im Februar 2010 in Vancouver auf den 34. Platz. In der Saison 2010/11 belegte sie bei den Weltmeisterschaften 2011 in Deer Valley den 21. Platz und absolvierte in Grasgehren ihren 35. und damit letzten Weltcup, welchen sie auf dem 21. Platz beendete.

## Erfolge

### Olympische Spiele
- 2010 Vancouver: 34. Platz Skicross

### Weltmeisterschaften
- 2007 Madonna di Campiglio: 12. Platz Skicross
- 2011 Deer Valley: 21. Platz Skicross

### Weltcupwertungen
| Saison  | Gesamt | Gesamt | Skicross | Skicross |
| Saison  | Platz  | Punkte | Platz    | Punkte   |
| ------- | ------ | ------ | -------- | -------- |
| 2005/06 | 92.    | 6      | 21.      | 32       |
| 2006/07 | 83.    | 4      | 25.      | 21       |
| 2007/08 | 74.    | 8      | 23.      | 67       |
| 2008/09 | 151.   | 1      | 51.      | 11       |
| 2009/10 | 126.   | 1      | 48.      | 15       |
| 2010/11 | 121.   | 1      | 38.      | 16       |

### Winter-Universiade
- 2005 Seefeld in Tirol: 14. Platz Skicross
- 2007 Bardonecchia: 44. Platz Slalom, 50. Platz Riesenslalom